# Europejski Filar Praw Socjalnych
Europejski Filar Praw Socjalnych – dokument Unii Europejskiej podpisany wspólnie przez Parlament Europejski, Radę Unii Europejskiej i Komisję Europejską 17 listopada 2017 na Szczycie Społecznym na rzecz Sprawiedliwego Zatrudnienia i Wzrostu Gospodarczego, który odbył się w Göteborgu, w Szwecji.

## Założenia
Filar przewiduje zarówno nowe prawa dla obywateli Unii, jak i zmierza do ułatwienia im bardziej skutecznego egzekwowania tych, które już im przysługują. Opiera się na dwudziestu podstawowych zasadach uporządkowanych według trzech następujących kategorii:
- równe szanse i dostęp do zatrudnienia:

1. Kształcenie, szkolenie i uczenie się przez całe życie.
2. Równość płci.
3. Równe szanse.
4. Aktywne wsparcie na rzecz zatrudnienia.

- uczciwe warunki pracy:

1. Bezpieczne i elastyczne zatrudnienie.
2. Wynagrodzenie.
3. Informacja o warunkach zatrudnienia i ochrona w przypadku zwolnień.
4. Dialog społeczny i społeczne zaangażowanie pracowników.
5. Równowaga między życiem zawodowym a prywatnym.
6. Zdrowe, bezpieczne i dobrze dostosowane środowisko pracy oraz ochrona danych osobowych.

- ochrona socjalna i integracja społeczna:

1. Opieka nad dziećmi i wsparcie dla dzieci.
2. Ochrona socjalna.
3. Świadczenia dla bezrobotnych.
4. Minimalny dochód.
5. Świadczenia emerytalne i renty.
6. Służba zdrowia.
7. Integracja osób niepełnosprawnych.
8. Opieka długoterminowa,
9. Mieszkalnictwo i pomoc dla bezdomnych.
10. Dostęp do niezbędnych usług[2].

## Charakter
Koncepcja filaru powstała głównie z myślą o strefie euro, lecz ma zastosowanie do wszystkich państw członkowskich UE, które chciałyby się do niego przyłączyć. Komisarz Valdis Dombrovskis, podkreślił, iż Filar to tylko zbiór podstawowych zasad i założeń, ale nie konkretne przepisy. Ma on stanowić wskazówki dla państw członkowskich co do kierunków legislacyjnych.